# Ирис (певачица)
Лаура ван дер Брул (хол. Laura van den Bruel; Моркховен, 19. јануар 1995), познатија и као Ирис или Ајрис је млада белгијска певачица.

## Евровизија
Дана 18. новембра 2011, званично је објављено путем белгијске телевизије Vlaamse Radio- en Televisieomroeporganisatie (VRT), да ће Ирис представљати своју родну земљу на Песми Евровизије 2012.